# 단구중학교
단구중학교(丹邱中學校)는 대한민국 강원특별자치도 원주시 단구동에 있는 공립 중학교이다.

## 학교 연혁
- 2001년 9월 10일 : 학교 설립 인가(33학급)
- 2004년 3월 3일 : 제1회 입학식(11학급 426명)
- 2004년 5월 28일 : 개교기념식 거행
- 2007년 2월 14일 : 제1회 졸업식(442명)
- 2025년 1월 3일 : 제19회 졸업식(244명, 졸업생 총수 6,520명)
- 2025년 3월 1일 : 28학급 인가(특수학급 2학급)
- 2025년 3월 1일 : 제11대 박선석 교장 부임
- 2025년 3월 4일 : 제22회 입학식(8학급 입학생 223명)

## 참고 자료
- 단구중학교 - 한국교육학술정보원 학교알리미